# Drosophila erebopis
Drosophila erebopis este o specie de muște din genul Drosophila, familia Drosophilidae, descrisă de Tsacas în anul 2004.
Este endemică în Nigeria. Conform Catalogue of Life specia Drosophila erebopis nu are subspecii cunoscute.